# TWA-vlucht 800
TWA Flight 800 (TW800, TWA800) was een verkeersvlucht van John F. Kennedy International Airport (New York) naar Charles de Gaulle International Airport (Parijs), uitgevoerd door Trans World Airlines.

De afgelegde weg van TWA Vlucht 800

Op 17 juli 1996 ontplofte het vliegtuig, een Boeing 747-131, registratie N93119, in volle vlucht en stortte in de zee ongeveer 32 kilometer zuidoost van New York. Van de 230 personen aan boord overleefde niemand de crash.
Door de explosie brak de neus van de romp af en viel naar beneden. Het grootste gedeelte van het vliegtuig, dat stuurloos geworden was, steeg eerst nog voor het in een duik belandde waarbij de vleugels door de extreme krachten afbraken.
De oorzaak van de explosie is volgens het officiële rapport van de Amerikaanse NTSB het ontsteken van brandstofdampen in de centrale brandstoftank, waarschijnlijk door een vonk veroorzaakt door kortsluiting in slechte bedrading.
Het betreft hier een ontwerpfout in combinatie met een kwaliteitsfout. Het ontwerp hield kennelijk geen rekening met het feit dat de airconditioningapparatuur, in de directe omgeving van de centrale brandstoftank geplaatst - onder bepaalde omstandigheden - een zeer hoge temperatuur kon ontwikkelen die de brandstof versneld deed verdampen. Tevens bleek dat de isolatie van de elektrische kabels van een dusdanig lage kwaliteit was dat de isolatie na verloop van tijd verbrokkelde waardoor kortsluiting zou kunnen optreden. Deze twee technische problemen veroorzaakten in het geval van TWA vlucht 800 een grote explosie in de centrale brandstoftank die de cockpit van de romp afscheurde.
De resultaten van het onderzoek naar de oorzaak van het ongeluk hebben uiteindelijk ertoe geleid dat alle Boeing 747-toestellen wereldwijd van een adequate thermische isolatie tussen brandstoftank en airconditioning werden voorzien en de complete elektrische bekabeling door bekabeling met de juiste isolatie werd vervangen.